# معركة المزرعة
معركة المزرعة هي معركة وقعت بين الثوار السوريين والجيش الفرنسي في 2-3 آب / أغسطس 1925 بالقرب من قرية المزرعة بالقرب من السويداء.

## التفاصيل
عندما دخل الجيش الفرنسي محافظة السويداء جنوب سوريا بقيادة الجنرال الفرنسي ميشو واجه ثوار جبل الدروز الجيش الفرنسي ببساله والتي أدت إلى خسارة الجيش الفرنسي بشكل كبير وقد جرح قائد الحملة قبل أن يفر هاربا من أرض المعركة ومن خرج مجروحا واو على قيد الحياة كانوا قلائل جدا من الجنود الفرنسيين حيث تم القضاء كليا على الحملة والحاق أكبر هزيمة بالجيش الفرنسي في معركة المزرعة.
كان الجيش الفرنسي يملك الطائرات ووالدبابات والمجنزرات ورشاشات ومدافع في حين كان الثوار ابطال جبل الدروز يحاربون بالبنادق العثمانية وبنادق الصيد والسيوف والبلطات التي كسبوها الثوار من انتصاراتهم السابقة امام العثمانيين.
بدأ جيش فرنسا بقيادة الجنرال ميشو (Michaud) بالزحف إلى مدينة السويداء، وكان تعداد الحملة 13000 جندي وضابط فرنسي. قابلهم الثوار الذي بلغ عددهم حوالى 400 ثائر بقيادة سلطان باشا الأطرش قرب قرية المزرعة. كان العدو قد نشر في السهل المنبسط، شرقي «تل الخروف» وجنوبه، عدداً كبيراً من القناصة ورماة الرشاشات، الذين تواروا خلف متاريس حصينة مموَّهة. اصطدم الثوار بمجموعة يتكوّن منها آخر القسم الأول من الجيش الفرنسي المتقدم، وقتلوا عشر من جنودها، وغنموا بعض البغال المحملة بالأسلحة والذخائر، وعادوا وهم يردّدون أهازيج النصر إلى قراصة.. ولما رأى الثوار الآخرون ما رأوه من فعلهم، انقضوا بدورهم على مجموعات أخرى من فصائل الجند فخاضوا معركة عنيفة حققوا فيها نصراً مؤزراً وغنموا كميات كبيرة من الأسلحة والعتاد الحربي والبغال، وساقوا معهم عشرات الأسرى. لقد اندحرت الحملة الفرنسية اندحاراً كاملاً، وتبعثرت جثث قتلاها وهياكل مدرعاتها، وآلياتها المختلفة وأسلحتها الثقيلة بين السهول الممتدة من المزرعة شرقاً حتى قرية الدور ومشارف بصر الحرير غرباً.
واستطاع العديد من ضباطها وجنودها أن يفلتوا من الأسر، على الرغم من ملاحقة خيالتنا لهم، فوصلت آخر أفواجهم إلى محطة ازرع مساء ذلك اليوم وهي خائرة القوى. لقد اختلفت الروايات وتناقضت في ذكر عدد الجنود الذين كانت حملة «ميشو» تتألف منهم، اختلافها وتناقضها في ذكر عوامل هزيمتها وأسباب اندحارها. ذكر بعض الأسرى من ضباط الحملة نفسها الذين قالوا بأنها تتألف من ثلاثة عشر ألف جندي، بحسب المعلومات التي كانت تنتقل إليهم من رؤسائهم، أو من خلال مشاهداتهم الشخصية لأرتالها المتحركة من دمشق إلى ازرع. أما ما خلفته هذه الحملة في ميدان المعركة، من حطام الآليات المدرعة والمدافع، والرشاشات والبنادق وصناديق الذخيرة والخيول والبغال وعربات النقل والخيام والأمتعة والمواد الغذائية، فكانت مقاديره كبيرة غنمها الثوار البواسل.
وبعد ذلك انتقل الثوار بقيادة سلطان باشا الأطرش إلى السويداء لتشديد الحصار على القلعة، فبقيت محاصرة أكثر من شهرين. وقبل أن تبدأ عملية قصف القلعة بالمدافع، كانت السلطة الفرنسية قد أرسلت وفداً مؤلفاً من: الكابتن رينو، يوسف الشدياق وعبد الله النجار من أجل طلب الهدنة وفتح باب المفاوضات للصلح، فوافق سلطان الأطرش على إخراج النساء والأطفال الفرنسيين من القلعة، وكذلك الغرباء الذين لجؤوا إليها مع الفرنسيين، وعددهم يقرب من الخمسين فتمّ ذلك بإشراف عبد الله النجار، الذي أحضر السيارات إلى القلعة لنقلهم إلى دمشق، تحت حراسة رجال الجبل. ومع أن القصف كان يحدث بعض التهديم في سور القلعة، ويشعل بعض الحرائق في داخلها، كما أسكت مدفعين من المدافع المصوّبة على المدينة، مما أربك الفرنسيين المحاصرين وبعث الحماسة والعزة في نفوس الثوار والمواطنين، فإن الخنادق والاستحكامات التي أمر «توما مارتان» بحفرها وإقامتها داخل القلعة، وأكياس الرمل التي كانت توضع عند الثغرات المفتوحة بسرعة فائقة، والإمدادات التي كانت تصلهم يومياً بواسطة الطائرات، والغارات الجوية المتواصلة على الثوار المرابطين حولها.. كل ذلك قد حال دون الاستيلاء عليها.
إن معركة المزرعة لم تقلق الدوائر الفرنسية العليا في الشرق فحسب، وإنما شغلت بال الحكومة الفرنسية نفسها، ونوقش موضوعها في البرلمان الفرنسي، واهتمت بها كبريات الصحف الباريسية ونشرت أخبارها وعلّقت عليها. كما تناولتها بالتعليق أيضاً بعض الصحف الأوروبية في لندن وروما وبرلين. لذلك كله، لم تجد السلطة الفرنسية ما يغنيها عن طلب الهدنة ووقف القتال في الجبل تمهيداً لصلح دائم تعقده مع الثوار، قبل أن يستجيب لنداء الثورة زعماء الحركة الوطنية بدمشق، ويفسح المجال أمام نشرها في بقية أرجاء الوطن، فيتعرض الوجود الفرنسي في الشرق كله لخطر الزوال. في الثامن من شهر آب عام 1925، حضر عبد الله النجار إلى قرية الثعلة حيث كان سلطان باشا الأطرش مجتمعاً مع بعض وجوه الجبل، فعرض عليهم فكرة الهدنة والمفاوضات من أجل الصلح، ورغب أن يقدم سلطان الأطرش شروطه المبدئية لذلك، فاتفق مع الحاضرين على تقديم الشروط التالية: - تبدأ المفاوضة بحضور الأمير فؤاد أرسلان، بالإضافة إلى أعضاء الوفد المشار إليهم. - المدة القصوى للمفاوضة ثلاثة أيام. - إطلاق سراح المنفيين من زعماء الجبل والمعتقلين من شبابه، مقابل تسليم الأسرى الفرنسيين، ولا يرضى الثوار إلا باستقلال سورية ووحدتها الكاملة، وإقامة حكم وطني دستوري فيها. - وقف الغارات الجوية على قرى الجبل، ووقف ضرب المدفعية من قلعة السويداء. وأخيراً وصل وفد من دمشق، في 17 آب، يتألف من: أسعد البكري، توفيق الحلبي وزكي الدروبي، فأعلنوا تأييدهم للثورة باسم الحركة الوطنية بدمشق، وأكدوا لسلطان باشا الأطرش استعداد المواطنين في سورية عامة للمشاركة الفعلية بها، وتقديم العون المادي والمعنوي لها في الحال.
وقد أقيم في موقع معركة المزرعة بالقرب من السويداء نصب تذكارى يخلد بطل هذه المعركة الشهيد سليمان العقباني، ويذكر بانتصار ثوار جبل الدروز ضد المستعمر الفرنسي.